# Classe U-207
I sottomarini norvegesi Type 207 o Classe Kobben commissionati ai cantieri tedeschi e simili alle unità in servizio nella Bundesmarine, hanno prestato servizio successivamente nella marina polacca e danese dopo il ritiro dal servizio in Norvegia.  È basato sul sottomarino tedesco classe U-205.

## Caratteristiche
Tra le varie caratteristiche hanno quella di essere stati dotati di un sistema computerizzato della Toshiba, con ulteriori funzioni di comando e controllo. Questo sistema è stato poi utilizzato anche dai sovietici i quali, con tale tecnologia, hanno realizzato la Classe Sierra, la prima classe di SSN sovietici totalmente computerizzata.

## Servizio

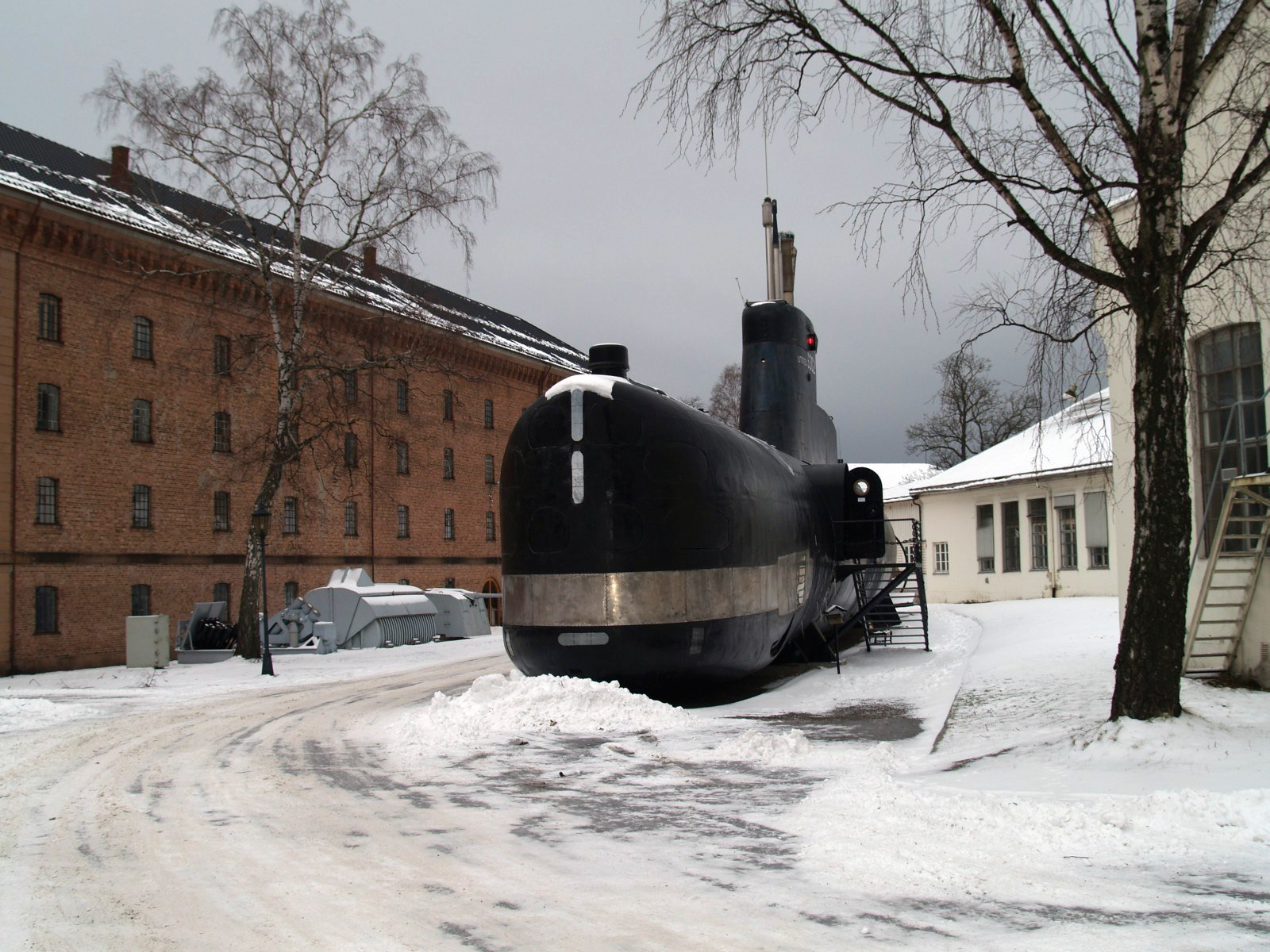
Il sottomarino museo Utstein

La classe era costituita da quindici battelli tutte costruiti negli stabilimenti Nordseewerke di Emden nel periodo 1963-66 ed entrati in servizio nella Regia Marina Norvegese tra il 1964 e il 1967 con le ultime unità andate in disarmo nel 2001.
Tra il 1985 e il 1993 sei battelli sono stati sottoposti a lavori di ammodernamento nel corso dei quali il loro scafo è stato allungato di circa due metri ed installato un nuovo sonar.
Tra il 1990 e il 1991 quattro battelli sono stati trasferiti alla Danimarca, di cui tre sono entrati in servizio, mentre il quarto è stato acquisito per essere cannibalizzato per parti di ricambio per gli altri tre battelli, uno dei quali, il sommergibile Sælen ha preso parte alla seconda guerra del golfo impiegato tra maggio 2002 e giugno 2003 nelle acque del Mediterraneo e del Golfo Persico e dopo essere andato in disarmo nel 2004 è stato destinato a nave museo nel centro di Copenaghen.
Anche gli altri due sommergibili danesi sono andati in disarmo nel 2004 e sono stati collocati in riserva in attesa della demolizione o di essere eventualmente venduti ad una Marina straniera.

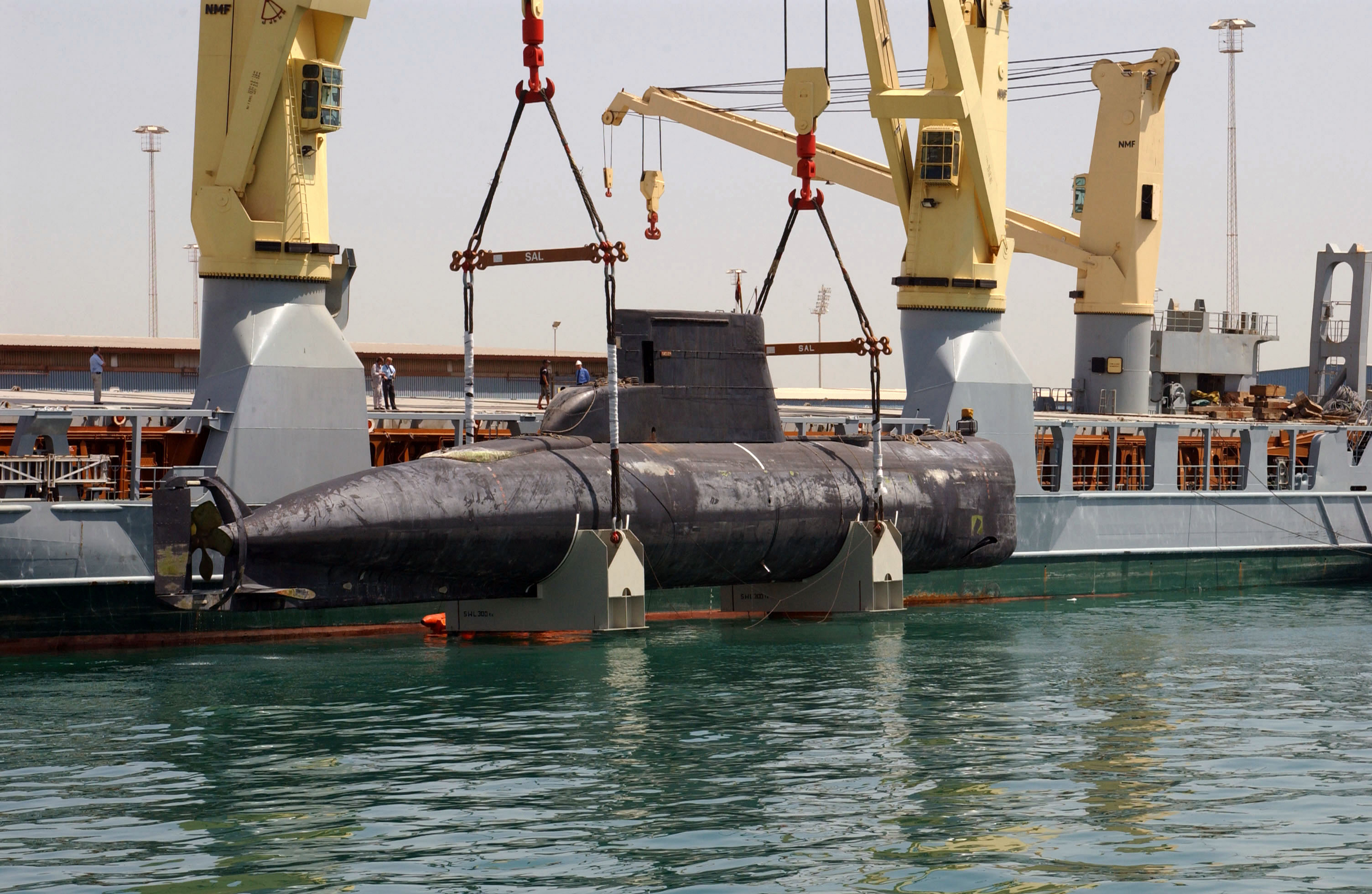
Il sommergibile danese Sælen

Dei battelli norvegesi andati in disarmo uno, il sommergibile Utstein, è stato preservato come museo a Horten, mentre cinque battelli sono stati ceduti alla Polonia tra il 2002 e il 2003, di cui quattro sono entrati in servizio, mentre il quinto è stato acquisito per essere cannibalizzato per parti di ricambio per gli altri quattro battelli che nella Marina militare polacca prestano attualmente servizio nella base di Gdynia.

## Unità della classe
| Matricola | Nome        | Entrata in servizio | Destino finale                                            |
| --------- | ----------- | ------------------- | --------------------------------------------------------- |
| S-315     | KNM Kaura   | 1965                | Alla Danimarca nel 1991 per parti di ricambio             |
| S-316     | KNM Kinn    | 8 aprile 1964       | affondato nel fiordo di Bjørna nel 1990                   |
| S-317     | KNM Kya     | 15 giugno 1964      | Alla Danimarca nel 1991 ribattezzato HDMS Springeren      |
| S-318     | KNM Kobben  | 15 agosto 1964      | Alla Polonia nel 2002 per parti di ricambio               |
| S-319     | KNM Kunna   | 29 ottobre 1964     | Alla Polonia nel 2003 ribattezzato ORP Kondor             |
| S-300     | KNM Ula     | 1965                | Ribattezzato Kinn (S-316) nel 1987, demolito nel 1998     |
| S-301     | KNM Utsira  | 1965                | demolito nel 1998                                         |
| S-302     | KNM Utstein | 1965                | Nave museo dal 1998                                       |
| S-303     | KNM Utvær   | 1965                | Alla Danimarca nel 1989 ribattezzato HDMS Tumleren (S322) |
| S-304     | KNM Uthaug  | 1965                | Alla Danimarca nel 1990 ribattezzato HDMS Sælen (S323)    |
| S-305     | KNM Sklinna | 1966                | Riammodernato nel 1989, demolito nel 2001                 |
| S-306     | KNM Skolpen | 1966                | Alla Polonia nel 2002 ribattezzato ORP Sęp                |
| S-307     | KNM Stadt   | 1966                | Demolito nel 1989                                         |
| S-308     | KNM Stord   | 1967                | Alla Polonia nel 2002 ribattezzato ORP Sokół              |
| S-309     | KNM Svenner | 1967                | Alla Polonia nel 2003 ribattezzato ORP Bielik             |